# Rogulewo
Rogulewo (kaszb. Regùléwò) – część wsi Łężyce w Polsce, położona w województwie pomorskim, w powiecie wejherowskim, w gminie Wejherowo.
Rogulewo wchodzi w skład  sołectwa Łężyce.
W latach 1975–1998 Rogulewo administracyjnie należało do województwa gdańskiego.
Rogulewo rozciąga się wzdłuż drogi Gdynia Chylonia-Koleczkowo w enklawie Trójmiejskiego Parku Krajobrazowego otoczonej terenami leśnymi. W tej samej enklawie położone są Łężyce i sąsiadujące z Rogulewem Głodówko – osada o bardzo podobnym charakterze.
Jeszcze w latach dziewięćdziesiątych Rogulewo było niewielką osadą złożoną z kilku domostw. Obecnie znaczną jego część zajmuje osiedle nowych domów jednorodzinnych o dość zwartej zabudowie. Mieści się tu również kilka przedsiębiorstw produkcyjnych i handlowych – min. zakłady stolarskie, wytwórnia biżuterii z bursztynu, centrum ogrodnicze, stacja paliw, myjnia bezdotykowa.
Część Rogulewa położona jest w administracyjnych granicach Gdyni. Tam też swoją siedzibę ma Leśnictwo Rogulewo, przynależne do Nadleśnictwa Gdańsk. Przed budynkiem leśnictwa rośnie drzewo-pomnik przyrody: tulipanowiec amerykański.
Pierwsze wzmianki o Rogulewie pochodzą z XVII w. Dawna nazwa miejscowości brzmiała Rogalewo, natomiast Leśnictwo Rogulewo na historycznych mapach spotykane jest pod nazwą Leśnictwo Głodowo.
Obecnie można spotkać się niekiedy z niepoprawną formą nazwy miejscowości: Regulewo (powstałą najprawdopodobniej na skutek błędnego spolszczenia nazwy kaszubskiej).
Połączenie z Gdynią umożliwiają autobusy komunikacji miejskiej (linia nr "288" i "191").